# Željko Dakić
Željko Dakić (serbisch-kyrillisch Жељко Дакић; * 27. Juni 1967 in Novi Sad, SFR Jugoslawien) ist ein ehemaliger serbischer Fußballspieler.

## Laufbahn
Dakić kam 1992 vom FK Vojvodina Novi Sad nach Deutschland zu Bayer 05 Uerdingen, mit der Werkself spielte er in der Bundesliga. Im ersten Jahr wurde der 17. Tabellenplatz belegt. Dakić stieg ab und spielte das nächste Jahr mit den Krefeldern in der 2. Bundesliga. Anschließend wechselte er für eine Spielzeit zum Ligarivalen SV Waldhof Mannheim, bevor er beim Stadtnachbarn VfR Mannheim anheuerte. Mit dem VfR spielte er ab der Saison 1995/96 in der Regionalliga. In der Südstaffel wurde der zweite Platz belegt, Dakić steuerte 20 Tore zum Erfolg dabei, damit wurde er hinter Dragan Trkulja und Markus Beierle dritter in Torschützentabelle. In der anschließenden Runde um die Deutsche Fußball-Amateurmeisterschaft 1996 musste sich Dakić mit seinen Mitspielern im Finale dem SSV Ulm 1846 mit 2:1 geschlagen geben. Er spielte zwei weitere Jahre in Mannheim, dann wechselte er für ein Jahr in seine Heimat und spielte eine Saison für Vojvodina Novi Sad. Kehrte danach nach Deutschland zurück, hier schnürrte er die Schuhe für SV Sandhausen, VfR Heilbronn und den SG Holz-Kutzhof.